# Sojuz 10
Sojuz 10, bestående af besætningen Vladimir Sjatalov, Aleksej Jelisejev og Nikolaj Rukavisnikov, var ment til at være den første mission, der skulle besøge verdens første rumstation Saljut 1, som var sendt i kredsløb 19. april 1971. På trods af at det lykkedes besætningen at opnå fysisk kontakt med rumstationen, kunne de ikke tilkoble sig. Sammenføjningen mellem Sojuz 10 og Saljut 1 var for usikker til, at lågen mellem fartøjerne kunne åbnes så kosmonauterne kunne komme ind. Det viste sig, at lågen inden i Sojuz 10 havde sat sig fast så da det blev besluttet at opgive missionen, havde besætningen problemer med at koble sig fra rumstationen. Dette lykkedes dog i den sidste ende, men der opstod endnu et problem. Under fartøjets genindtræden i jordens atmosfære blev det fyldt med giftige dampe. Disse fik Rukavisnikov til at besvime, men både han og den øvrige besætning slap uden men.

## Besætning
- Vladimir Sjatalov (3)
- Aleksej Jelisejev (3)
- Nikolaj Rukavisnikov (1)